# Unipol Forum
El Unipol Forum (anteriormente conocido como Fila Forum, Datch Forum, Forum de Assago y Mediolanum Forum) es un pabellón deportivo situado en la localidad italiana de Assago a las afueras de Milán. Con capacidad hasta los 15,800 espectadores es la cancha en la que disputa sus encuentros como local el Armani Jeans Milano de la LEGA.
En 1994 albergó el Campeonato del Mundo de hockey sobre hielo.